# Авива, любовь моя
Авива, любовь моя (ивр. אביבה אהובתי‎) — израильский драматический фильм 2006 года режиссёра Шеми Зархина. Фильм получил шесть наград премии Офир (из 13 номинаций), в том числе за лучший фильм, режиссуру, сценарий и лучшую женскую роль. Впервые сразу два фильма получили награду за лучшую картину года, конкурентом «Авива, любовь моя» стал фильм Сумасшедшая земля, который и был выбран в качестве израильской заявки на лучший фильм на иностранном языке на 79-й церемонии вручения премии «Оскар», возможно, с учётом того, что уже более 20 лет Израиль не фигурировал в пятерке финалистов Оскара.
Фильм «Авива, любовь моя» получил приз за сценарий на Шанхайском кинофестивале, Чикагском фестивале, две премии Волджина (в номинациях «Лучшая Актриса», «Лучший Сценарий»).

## Сюжет
Герои режиссёра Шеми Зархина — провинциалы, ведущие свою жизнь на окраинах Израиля, но не перестающие ни на миг стремиться в Тель-Авив, как центр общественной жизни.
Место действия героев фильма «Авива, любовь моя» — город Тверия, родной город режиссёра.
Главная героиня Авива (Аси Леви), жена и мать троих детей, работает поваром в отеле, но мечтает стать писателем. Наиболее важные связи в её жизни —младшая сестра Анита (Ротэм Абухав), которая живёт по соседству, сумасшедшая мать Виолетта (Ливна Финкельштейн), потерявший вдохновение тель-авивский писатель Одед Зар (Сассон Габбай), бывший житель Тверии, в котором трудно не увидеть самого режиссёра Шеми Зархина.
Интересным аспектом фильма являются отношения, кажущиеся поддерживающими, а на самом деле являющиеся эксплуататорскими, между столичным писателем и Авивой.
Режиссёр мудро воздерживается от описания того, как Авива становится знаменитой и уважаемой писательницей, она не покидает традиционного места женщины (стиральная машина и кухня), и её самобытные тексты наивны и просты.
Муж Авивы Мони Коэн (актёр Дрор Керен)— безработный.
Сюжетная линия Йоны, параллельна Авиве, фигура наивная и народная.

## Актёры
- Аси Леви[англ.] — Авива Коэн
- Ротем Абухаб[ивр.]—Анита, сестра Авивы
- Ливна Финкельштейн — Виолетта, мать Авивы
- Дрор Керен[ивр.] — Мони Коэн, безработный муж Авивы
- Сассон Габай — Одед Зар, писатель-наставник Авивы из Тель-Авива.

## Саундтрек
В марте 2020 года Helicon Music выпустила саундтрек к фильму, музыкальная тема «Весна моя придет» (ивр. האביב שלי יגיע‎) была исполнена Мири Месикой, использовались инструменты: (уд, канун, саз).

## Производство
Съёмки проводились в Тверии. Первый показ состоялся в Тверии в бомбоубежище из-за опасности ракетных обстрелов во время Второй Ливанской войны.
«Тонкая до миллиметра, как будто построенная по скрупулезным планам. Поэтому все, что на самом деле есть в фильме, сделано качественно, руками профессионального режиссера Шеми Зархина »

## Приём
Кинокритики, отметив виртуозность режиссёра фильма, в то же время критиковали его за то, что ни сюжет, ни персонажи никуда не продвигаются, а голос Авивы, женщины, которую окружающие мужчины эксплуатируют, не слышен.
Глобс отметил, что фильм красивый и трогательный, но заслуживает меньше номинаций на премию Офир.